# エデルジト・アントニオ・マセド・ロペス
エデル (Éder) ことエデルジト・アントニオ・マセード・ロペス（Éderzito António Macedo Lopes, 1987年12月22日 - ）は、ギニアビサウ・ビサウ出身の元サッカー選手。現役時代のポジションはFW。元ポルトガル代表。
トーゴ代表FWのエマニュエル・アデバヨールになぞらえエデルバヨールの愛称を得ている。

## 経歴

### クラブ

#### 初期 / アカデミカ
ギニアビサウのビサウに生まれたエデルは、10代でポルトガルへ渡り、12歳の時にコインブラ県を拠点にするADCアデミア (Associação Desportiva e Cultural da Adémia) でキャリアを始めた。FCオリヴェイラ・ド・ポスピタルとGDトゥリゼンセでシニアデビューをした後、3部を戦うアカデミカ・コインブラのBチームへ移籍した。
2008年8月24日のCFエストレラ・アマドーラ戦（アウェイ0-1敗北）で1部を戦うトップチームで初出場し、シーズン最終節のアソシアサン・ナヴァル・プリメイロ・デ・マイオ戦で初得点を記録。また、シーズン中の2008年11月13日にクラブと契約を2012年まで延長した。
2010年5月2日のCDナシオナル戦 (3-3) で決勝点を挙げたかに思えたが、終了間際に得点を許し引き分けに終わった。しかし、2012年12月9日の試合では同クラブ相手に2得点を挙げ今度は4-0で勝利した。同年1月29日、クラブ間合意に達していたイングランド2部のウェストハム・ユナイテッドFCと交渉がなされるも、この移籍が自身にとって最善ではないと感じたエデルは会談を終わらせ、その後アカデミカ側へ報告もせずに姿を消したことから始まった一連の騒動で練習に参加することを禁じられた。そのため、1月18日のリオ・アヴェFC戦 (0-0) を最後に出番はなく、最終的にリーグ戦は16試合5得点で終了。また、タッサ・デ・ポルトガル決勝でスポルティング・クルーベ・デ・ポルトゥガルを破り、クラブは1939年以来2度目となる同大会でのタイトルを獲得したが、その場にエデルの姿はなかった。

#### ブラガ
契約終了に伴いアカデミカを退団したエデルは、2012年5月14日に同リーグのSCブラガと契約を締結。9月2日のFCパソス・デ・フェレイラ戦（0-2敗北）で移籍後初出場をし、リオ・アヴェ戦（ホーム4-1勝利）で初得点を含む2得点を記録。11月30日に強豪FCポルトとのタッサ・デ・ポルトガル5回戦（ホーム2-1勝利）で決勝点を挙げ、2013年2月23日にエスタディオ・ムニシパル・デ・ブラガで行われたヴィトーリア・ギマランイスとのオ・デルビー・デ・ミーニョ ("O Derby do Minho") で2得点と重要な場面で活躍し、リーグ戦18試合13得点とチームトップの得点源として活躍していたが、3月上旬に靱帯断裂をしたことでシーズン残りの欠場が決定した。

#### スウォンジー
2015年7月1日、イングランド・プレミアリーグのスウォンジー・シティAFCへ移籍。

#### リール
2016年2月1日、リーグ・アンのリールにレンタル移籍。冬加入ながらも13試合6得点4アシストを記録し、シーズン終了後にへ完全移籍した。

#### ロコモティフ・モスクワ
2017年8月23日、FCロコモティフ・モスクワに買取オプション付きのレンタルで移籍した。
2018年7月16日、ロコモティフ・モスクワに完全移籍したことが発表された。

### 代表
2012年8月、クラブでの活躍から2014 FIFAワールドカップ・ヨーロッパ予選のルクセンブルク戦へ向けポルトガル代表に招集されたが、9月7日の同試合（アウェイ2-1勝利）での出番は訪れず、それから4日後の同予選・アゼルバイジャン戦（ホーム3-0勝利）で終了間近にエルデル・ポスティガと交代で初出場を飾った。2015年6月16日のイタリアとの親善試合で代表初得点を記録した。
EURO2016では初戦のアイスランド戦、2戦目のオーストリア戦で試合終了間際に投入された以外で出場機会は訪れなかったが、決勝のフランス戦では79分から途中出場すると、109分に決勝点を挙げて、ポルトガル代表のEURO初優勝に貢献した。

## 代表歴

### 出場大会
- ポルトガル代表
  - 2014 FIFAワールドカップ

### 試合数
- 国際Aマッチ 35試合 5得点（2012年-2018年）[20]

| ポルトガル代表 | 国際Aマッチ | 国際Aマッチ |
| 年             | 出場        | 得点        |
| -------------- | ----------- | ----------- |
| 2012           | 4           | 0           |
| 2013           | 2           | 0           |
| 2014           | 10          | 0           |
| 2015           | 5           | 1           |
| 2016           | 11          | 3           |
| 2017           | 1           | 0           |
| 2018           | 2           | 1           |
| 通算           | 35          | 5           |

## タイトル

### クラブ
アカデミカ・コインブラ
- タッサ・デ・ポルトガル：1回 (2011-12)

SCブラガ
- タッサ・ダ・リーガ：1回 (2012-13)

FCロコモティフ・モスクワ
- ロシアサッカー・プレミアリーグ：1回 (2017-18)
- ロシア・カップ：2回 (2018-19, 2020-21)
- ロシア・スーパーカップ：1回 (2019)

### 代表
ポルトガル代表
- UEFA欧州選手権：1回 (2016)